# Lago Los Barreales
El lago Los Barreales es un embalse artificial localizado en la provincia del Neuquén, en la Patagonia Argentina.
El lago fue formado junto al lago Mari Menuco con la construcción del complejo hidroeléctrico Cerros Colorados. Recibe el aporte del río Neuquén a través del canal derivador Portezuelo Grande y la descarga de sus aguas en el lago Mari Menuco es regulada por el dique Loma de la Lata.
El lugar que ocupa el embalse era una depresión natural que fue convertida en lago al recibir, mediante una derivación antrópica, los aportes del río Neuquén. El fin principal de esta derivación fue la atenuación de crecidas. El dique denominado Loma de la Lata fue inaugurado en 1977. La cuenca desagua hacia el embalse Mari Menuco, junto con el cual conforman el complejo Cerros Colorados.
La aridez es el factor que define el área. En equilibrio con el clima, la vegetación dominante en el área es la estepa o matorral arbustivo, consistente en especies achaparradas, espinosas y resinosas, de una altura de 1 o 2 metros.
El 12 de febrero de 2000, un equipo de investigaciones paleontológicas de la Universidad Nacional del Comahue halló restos fósiles en la toma de agua de las comunidades mapuches Paynemil y Kaxipayin en la costa norte del lago; dicho hallazgo derivó en el primer Centro Paleontológico Científico - Educativo de la Argentina.

## Galería

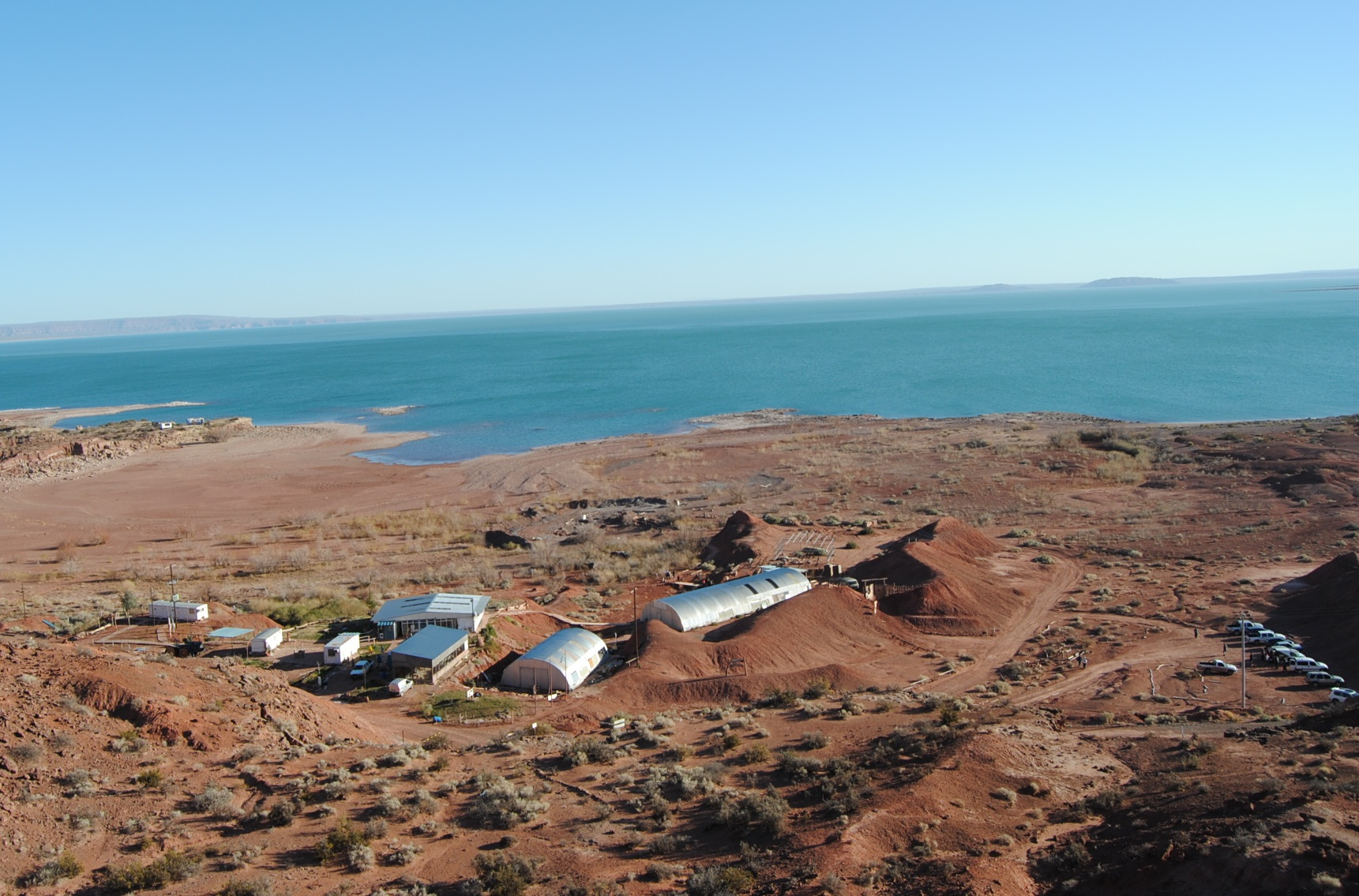
Vista de la margen norte del lago y el CePaLB.